# Kim Falkenberg
Kim Falkenberg (* 10. April 1988 in Engelskirchen) ist ein ehemaliger deutscher Fußballspieler, der heute als Kader-Manager für den Fußball-Bundesligisten Bayer 04 Leverkusen tätig ist.

## Karriere

### Im Verein
Kim Falkenberg wechselte im Jahr 2000 von SSV Bergneustadt in die Jugendabteilung von Bayer 04 Leverkusen. Hier wurde er im Jahr 2007 deutscher A-Jugendmeister. Trotz zahlreicher Angebote diverser Regionalliga- und Zweitligateams, blieb Falkenberg zunächst bei Bayer Leverkusen und stieß zur Rückrunde der Saison 2006/07 zu der zweiten Mannschaft von Bayer 04. Falkenberg absolvierte acht Partien und etablierte sich zur kommenden Saison im Kader von Ulf Kirsten. Zur Zweitligasaison 2008/09 unterschrieb der Verteidiger schließlich einen Einjahresvertrag bei Rot-Weiß Oberhausen, wo er am 17. August 2008 gegen TuS Koblenz sein Debüt gab.
Seit der Saison 2009/10 spielte Falkenberg für die SpVgg Greuther Fürth. Nach zwei Jahren in Fürth wechselte er zur Spielzeit 2011/12 in seine rheinische Heimat und heuerte beim Ligakonkurrenten Alemannia Aachen an. Mit der Alemannia stieg er jedoch als Tabellenvorletzter aus der Zweiten Liga ab.
Falkenberg wechselte daraufhin zur Saison 2012/13 zum Zweitligaaufsteiger SV Sandhausen, wo er einen Zweijahresvertrag bis 30. Juni 2014 unterschrieb. Dieser Vertrag wurde jedoch nach einem Jahr wieder gelöst.
Falkenberg wurde am 20. Juni 2013 als Neuzugang beim 1. FC Saarbrücken vorgestellt. Er erhielt dort einen Vertrag bis 30. Juni 2015. Nach dem Abstieg der Saarbrücker wechselte Falkenberg aber bereits nach einer Spielzeit zum VfL Osnabrück. Dort zog er sich in der Saisonvorbereitung 2016 einen Kreuzbandriss zu und musste mehrere Monate pausieren. Er blieb noch bis zur Saison 2017/18 in Osnabrück und beendete nach der Spielzeit seine Karriere als Fußballspieler.

### Nationalmannschaft
Falkenberg spielte ab der U-16-Auswahl für alle U-Nationalmannschaften Deutschlands und nahm im Jahr 2007 an der U-19-Europameisterschaft in Österreich teil. Dort scheiterte er mit seinem Team im Halbfinale an Griechenland.

### Nach der Spielerkarriere
Bereits 2016 studierte Falkenberg Sport-Business und konnte unter dem damaligen Sportmanager Jonas Boldt ein Praktikum bei Bayer 04 Leverkusen als Scout absolvieren. Noch während seiner Karriere scoutete er für den Bundesligisten und wurde 2018 nach seinem Karriereende als „Chefscout Top-Talente“ angeheuert. Nach nur einem Jahr stieg Falkenberg zum Chefscout auf; im Juni 2023 wurde er dann zum Kader-Manager befördert. Im Februar 2025 wurde er zum Direktor Fußball befördert, was der Ebene eines Sportdirektor's entspricht.

## Erfolge
- Deutscher A-Jugendmeister: 2007 (Bayer 04 Leverkusen)